# Pietro Tradonico
Pietro Tradonico (zm. 13 września 864) – doża Wenecji od 836 do 864.